# 韦尔济
韦尔济（法語：Verzy，法語發音：[vɛʁzi]）是法国马恩省的一个市镇，属于兰斯区。

## 地理
韦尔济（49°8'47"N, 4°9'49"E）面积13.37 平方千米，位于法国大東部大區马恩省，该省份为法国东北部内陆省份，北起阿登省，西北接埃纳省，西南接塞纳-马恩省，南至奥布省，东南接上马恩省，东临默兹省。
与韦尔济接壤的市镇（或旧市镇、城区）包括：韦勒河畔博蒙、昂博奈、瓦勒德韦勒、特雷帕伊、韦尔泽奈、维莱马尔默里、瓦勒德利夫尔。

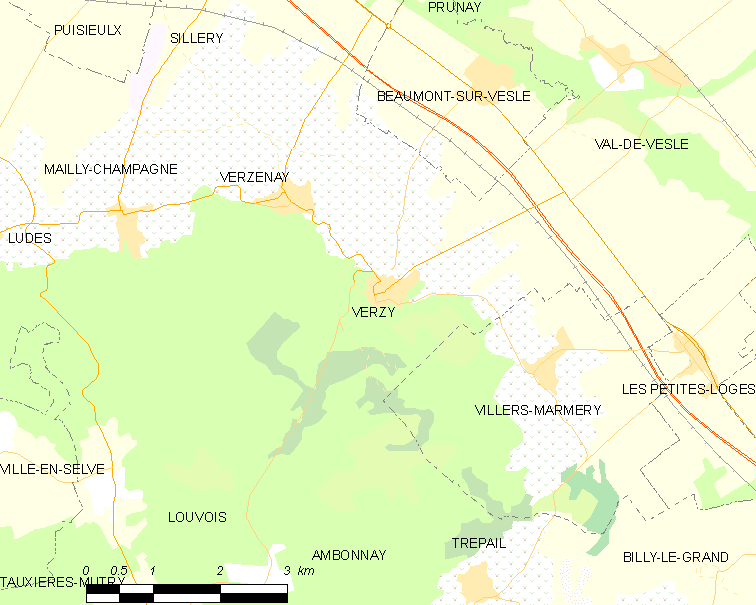
韦尔济的OSM定位图

韦尔济的时区为UTC+01:00、UTC+02:00（夏令时）。

## 行政
韦尔济的邮政编码为51380，INSEE市镇编码为51614。

## 政治
韦尔济所属的省级选区为穆尔默隆-韦勒-香槟山县。

## 人口

1962-2008年间韦尔济人口变化图示

韦尔济于2022年1月1日时的人口数量为958人。